# Prangos kurdica
Prangos kurdica är en flockblommig växtart som beskrevs av Karl Heinz Rechinger. Prangos kurdica ingår i släktet Prangos och familjen flockblommiga växter. Inga underarter finns listade i Catalogue of Life.